# Eparchia di Klincy

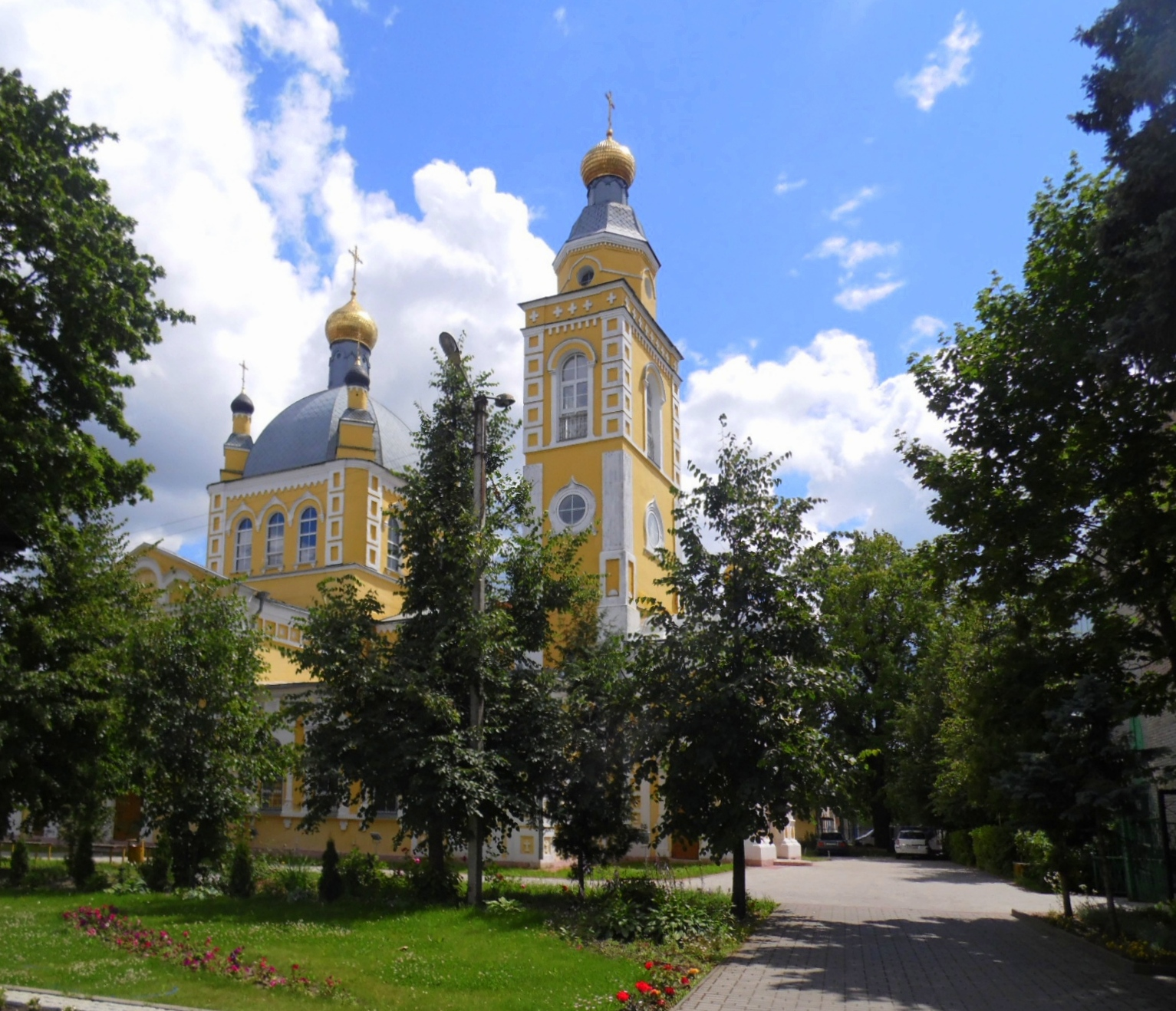
La cattedrale dei Santi Pietro e Paolo di Klincy.

L'eparchia di Klincy (in russo: Клинцовская епархия) è una diocesi della Chiesa ortodossa russa, appartenente alla metropolia di Brjansk.

## Territorio
L'eparchia comprende 14 rajon nella parte centro-occidentale dell'oblast' di Brjansk nel circondario federale centrale.
Sede eparchiale è la città di Klincy, dove si trova la cattedrale dei Santi Pietro e Paolo. L'eparca ha il titolo ufficiale di «eparca di Klincy e Trubčevsk».

## Storia
L'eparchia è stata eretta con decisione del Santo Sinodo della Chiesa ortodossa russa del 29 maggio 2013, con territorio separato da quello dell'eparchia di Brjansk.